# Simple CRM
Simple CRM est un éditeur de logiciels. Le développement du logiciel est réalisé à Bergerac en France. Il distribue des logiciels de gestion basés sur Internet et héberge des applications d'entreprises. L'entreprise est surtout connue au niveau international pour sa solution en gestion de la relation client.

## Historique

### Origine
Simple CRM a été créé en 2005 par Brice Cornet et se nommait Rianet. L'entreprise a fait ses débuts en tant que société spécialisée dans les logiciels SaaS (Software as a service), plus particulièrement dans la gestion des documents et des processus métiers.
Le changement de nom de Rianet vers Simple CRM a eu lieu le 1er janvier 2012.

### Localisation
Outre son pôle de développement du logiciel à Bergerac en France, Simple CRM a plusieurs sièges régionaux en Roumanie à Sinaia (pour l'Europe de l'Est), à New York (pour les États-Unis), à Bengalore (pour l'Inde), et à Verviers, Liège et Bruxelles (pour la Belgique, gestion financière et du marketing), ainsi que Tunis en Tunisie pour le Maghreb. 
Par ailleurs, l'entreprise centralise ses données dans 11 centres d'hébergement : deux en France, un en Espagne, deux en Roumanie, un en Inde, un aux États-Unis, un à Berlin, un en Irlande, un au Brésil et un dernier à Hong Kong.

## Produits et services
Les produits et services de Simple CRM sont regroupés en plusieurs catégories. 
Tous les produits et services sont indépendants les uns des autres, à l’exception de Simple AppStore qui nécessite soit Simple CRM Classic, Enterprise ou Premium. 

## Innovations et développements
Simple CRM est un logiciel en ligne permettant la gestion des processus de vente, d'achat, de livraison, ainsi que la gestion des contacts, des projets, des campagnes marketing et des tâches administratives. 
En décembre 2013, à la suite d'un partenariat avec l'entreprise norvégienne Appear.in, Simple CRM inclut la vidéo conférence en ligne gratuite, jusqu'à 8 utilisateurs. Ce module de vidéo conférence ne nécessite aucune installation et transite via les fonctions natives des navigateurs web Firefox et Chrome[pertinence contestée].
En janvier 2014, Simple CRM intègre la gestion des documents en ligne hébergés par les services Google Drive, Microsoft SkyDrive et Sharepoint, ainsi que la solution open source Alfresco. Lors de cette même mise à jour Simple CRM a implémenté un module de social CRM permettant l'audit des activités de personnes physiques et d'entreprises dans différents médias sociaux.
En mai 2014, Simple CRM, en collaboration avec la SSII SpawnApps, a publié une version SAAS du logiciel bureautique Open Office.
La version 9 du CRM est sortie en juin 2020. La version 10 intégrera une nouvelle interface. Sa sortie est prévue pour la fin de l'année 2021.